# Diario Jornada

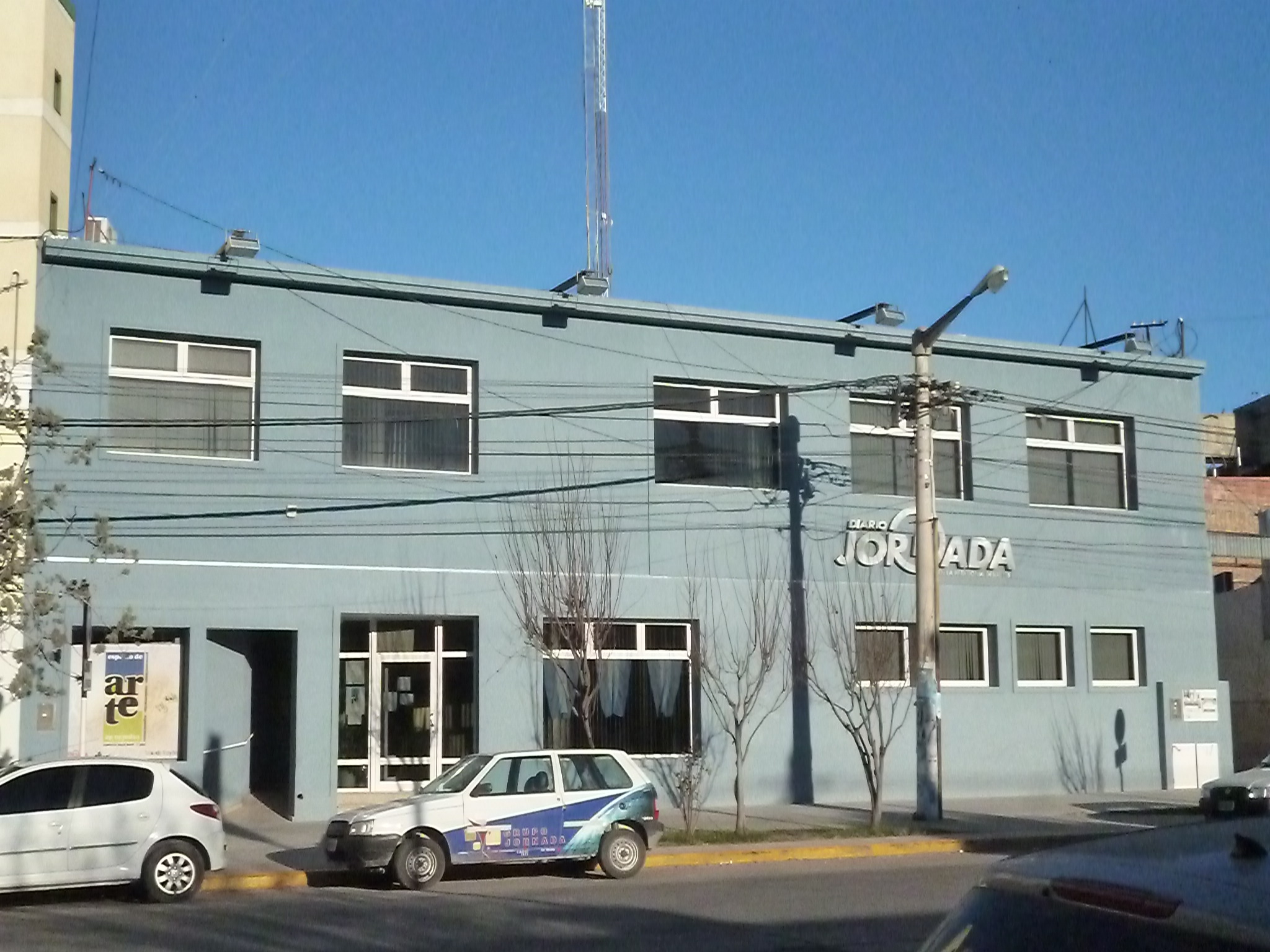
Sede del diario en Trelew.

El Diario Jornada es un periódico argentino editado en la ciudad de Trelew, Provincia del Chubut. Fue fundado el 9 de enero de 1954 y hoy en día pertenece al Multimedios Jornada (conjunto de medios de comunicación trelewense, que también posee la radio Cadena Tiempo en la misma provincia). [cita requerida]
El matutino que se edita en la ciudad de Trelew, Valle Inferior del Chubut, llega a todos los rincones de la provincia, fundamentalmente a los polos de decisión gubernamental y empresarial. [cita requerida]
Cadena Tiempo, es la radio que se ve y se oye. Con transmisiones en vivo por redes sociales y en el portal de noticias digital del Diario Jornada, la audiencia puede informarse y escuchar buena música. 
Tradicionalmente se puede escuchar en:
91.5 MHz - Trelew, Camarones, Tecka, Gobernador Costa, Río Mayo, Alto Río Senguer, Epuyén, Comodoro Rivadavia, Lago Puelo
99.1 MHz - Puerto Madryn 
102.1 MHz - Esquel, El Maitén 
103.3 MHz - Corcovado

## Secciones
El periódico tiene ediciones diferentes:
- »Provincia
- »Información General
- »Interés General
- »El País
- »El Mundo
- »Policiales
- »Servicios
- »El Deportivo

## Suplementos
El díario incluye suplementos diarios, semanales, quincenales y mensuales, los cuales son:
- Diarios
  - El Deportivo
  - Clasificados

- Semanales
  - Conectarse

- Quincenales
  - Economía y Negocios

- Mensuales
  - Turismo

## Agencias
Para una mejor información de la Provincia del Chubut cuenta con corresponsales en las ciudades más influyentes, tales se encuentran en: Comodoro Rivadavia, Esquel, Puerto Madryn y Rawson y, una Agencia en la ciudad de Puerto Madryn.